# تحقیق ارج‌گزار
تحقیق ارج‌گزار همان‌طور که بوشه (۲۰۱۳) می‌گوید: «تحقیق ارج‌گزار روشی است برای مطالعه و تغییر سیستم‌های اجتماعی، اعم از گروه‌ها، سازمان‌ها و جوامع که از یک مطالعهٔ جمعی به‌منظور دست‌یابی به بهترین نظمی که امکان تصور شدنش وجود دارد. این روش به‌وسیلهٔ طراحی جمعی از یک آیندهٔ موردعلاقه که اقناع‌کننده است و بنابراین نیاز به تشویق، اجبار و متقاعد ساختن برای اتفاق افتادن تغییرات برنامه‌ریزی‌شده ندارد، دنبال می‌شود.» این مفهوم از اواسط ۱۹۸۰، در ابتدا به‌وسیلهٔ دانشجویان و دانشکدهٔ واحد رفتار سازمانی در دانشگاه کیس وسترن ریزرو توسعه و گسترش یافت و رشتهٔ توسعه سازمان را به‌طور بنیادین تغییر داد و منادی رشتهٔ مطالعات سازمانی اثباتی و جنبش قدرت بنیاد در مدیریت آمریکایی بود.
مقالهٔ بنیادی ۱۹۸۷ دیوید کوپرریدر و سورش اسریواستوا دربارهٔ این موضوع بحث می‌کند که استفاده بیش از اندازه از روش حل مسئله، از توانایی مدیران و پژوهشگران برای بهره بردن از نظریه‌های جدید و مدل‌های سازماندهی‌کردن کاسته‌است. با بکار بستن یک روش ساختارگرای اجتماعی، که معتقد است سازمان‌ها به‌وسیلهٔ گفتگوها به‌وجود می‌آیند، باقی می‌مانند و تغییر می‌کنند، آن‌ها به این واقعیت اشاره کردند؛ که روش‌های ما برای سازماندهی تنها به‌وسیلهٔ تصورات مردم و توافق‌های میان آنان محدود می‌شوند. تاریخ تحقیق ارجگزار توسط گرواس بوشه در مقاله‌ای دربارهٔ تحقیق ارجگزار در سال ۲۰۱۲ توصیف شده‌است.
آشکار شدن موفقیت روش تحقیق ارجگزار در GTE در میانهٔ دههٔ نود منجر به تماس‌هایی با کوپر ریدر برای انتشار یک کتاب راهنما به نام «چگونه» شد؛ که در آن او دربارهٔ چیزی که سال‌ها بر آن اصرار کرده بود؛ یعنی درخواست از مردم برای تمرکز بر تئوری و خلاقیت داشتن در برخورد با روش‌ها سخن گفته بود. در نتیجهٔ کار کوپر رویکردهای متفاوت بسیاری به تحقیق ارجگزار در سراسر جهان رشد کردند.

## اصول متد تحقیق ارجگزار
روش تحقیق ارجگزار بر این فرض مبتنی است که سوال‌هایی که ما می‌پرسیم، تمایل دارند که توجه ما را به مسیر خاصی متمرکز کنند. برخی از روش‌هایی که در پی برآورده و ارزیابی کردن یک موقعیت و سپس ارائهٔ راه حل برای آن هستند، بر مدل ناکاراندی استوار هستند. برخی دیگر از رویکردها هم چنین سوال‌هایی را می‌پرسند: مشکلات کدام هستند؟ چه چیزی اشتباه است؟ چه چیزی به تعمیر و اصلاح نیاز دارد.
به جای این پرسش که چه چیزی اشباه است؟ برخی روش‌های دیگر پرسش را درلفافه‌ای از اصطلاحات چالش‌برانگیز می‌پوشانند. رویکرد تحقیق ارجگزار استدلال می‌کند که این شیوهٔ برخورد نیز بنیان‌های ناکارامدی را در درون خود نگاه می‌دارد. تفکری که پشت این سؤال است این است که چیزهای اشتباهی وجود دارند، یا اینکه چیزهایی به تعمیر و اصلاح نیاز دارند. در سال ۱۹۹۰ دیوید کوپرایدر و دایانا ویتنی مقاله‌ای را منتشر کردند که در آن پنج اصل کلی تحقیق ارجگزار ترسیم شده بود. اصولی که تبدیل به مدل استانداردی برای استفاده محققین و پزشکان شد. توضیح زیر از دائرةالمعارف تئوری مدیریت سیج (Sage) گرفته شده‌است: اصل ساختارگرا: پیشنهاد می‌کند که؛ آنچه ما به درستی آن معتقدیم، تعیین کنندهٔ کاری است که ما انجام می‌دهیم و اندیشه و عمل در روابط شان است که پدیدار می‌شوند. مردم به وسیلهٔ زبان و گفتمان تعاملات روزمرهٔ خود، سازمان‌هایی را که در آن مستقر هستند بازتولید می‌کنند. هدف تحقیق ارجگزار تشویق ایده‌های جدید و داستان‌ها وتصاویر است که امکان‌های تازه‌ای را برای کنش تولید کنند.

### اصل همزمانی
پیشنهاد می‌کند که؛ همینکه ما وارد تحقیق در سیستم‌های انسانی می‌شویم، در عین حال این سیستم‌ها را تغییر نیز می‌دهیم و بذرهای تغییر، یعنی چیزهایی که مردم دربارهٔ آن فکر می‌کنند و حرف می‌زنند، چیزهایی که آن‌ها جستجو می‌کنند و یادمی‌گیرند، در واقع به‌طور تلویحی در اولین پرسش‌ها وجود دارند. پرسش‌ها هیچ‌گاه بدیهی و طبیعی نیستند، آن‌ها سرنوشت سازند و سیستم‌های اجتماعی در مسیر پرسش‌هایی حرکت می‌کنند که به اصرار و با حرارت در آن جوامع مورد بحث قرار می‌گیرند.

### اصل شاعرانه
پیشنهاد می‌کند که زندگی سازمانی در داستان‌هایی که مردم هر روزه برای هم تعریف می‌کنند بیان می‌شود، داستان یک سازمان به‌طور مداوم به وسیلهٔ مردم بازآفرینی می‌شود. واژه‌ها و موضوعاتی که برای تحقیق انتخاب می‌شوند، تأثیری ورای خود کلمات دارند. آن‌ها احساسات، فهم‌ها و جهان‌های معنا را احضار کرده و مورد خطاب قرار می‌دهند. در همهٔ مراحل تحقیق، تلاش‌ها باید در جهت استفاده از واژه‌هایی باشد که در جهت زندگی بخشیدن و الهام بخشیدن به بهترین‌ها در مردم باشد.

### اصل پیش‌بینی
فرض می‌کند تصوری که ما از آینده داریم راهنمای کارهایی است که امروز انجام می‌دهیم. سیستم‌های انسانی پیوسته افقی از انتظارات را در مقابل خود طرح‌ریزی می‌کنند که به شکل قدرتمندی آینده را به حال می‌آورد و به مثابه یک عامل بسیج، عمل می‌کند. تحقیق ارجگزار از آفرینش هنرمندانهٔ تصویر سازی مثبت بر پایه‌های جمعی به منظور بازسازی واقعیت پیش‌بینی استفاده می‌کند.

### اصل مثبت
پیشنهاد می‌کند حرکت و تغییر مداوم به احساسات مثبت و پیومند اجتماعی نیاز دارد. احساساتی مانند امید، هیجان، روحیه، رفاقت و شادی باعث زیاد شدن خلاقیت، گشودگی به روی ایده‌ها و مردم جدید و انعطاف‌پذیری شناختی می‌شوند. آن‌ها همچنین ارتباطات و روابط قوی بین مردم را ترویج می‌کنند. مخصوصاً بین گروه‌هایی که در حال منازعه هستند و به تحقیق و تغییر جمعی نیاز دارند.
بعضی پژوهشگران معتقدند که تمرکز بیش از حد بر روی اختلالات می‌تواند در واقع سبب بدتر شدن آن‌ها و شکست آن‌ها در بهتر شدن شود. در مقابل تحقیق ارجگزار استدلال می‌کند وقتی که همهٔ اعضای یک سازمان به فهمیدن و ارزش قائل شدن برای ویژگی‌های مطلوب فرهنگ خودشان تشویق شوند، یک بهبود سریع در سازمان به وجود می‌آید. روشهای مبتنی بر قدرت در ایجاد استراتژی توسعه سازمانی و اجرای تاکتیک‌های اثربخشی سازمانی مورد استفاده قرار گرفته‌اند. وجه ارجگزار نه یک تحقیق عمدتاً متکی بر مصاحبه‌هایی برای درک کیفی توانایی‌ها و استعدادهای بالقوه سازمان به وسیلهٔ جستجو کردن در تجربه و پتانسیل‌های سازمان است: هدف روشن ساختن داشته‌ها و انگیزه‌های شخصی است که قدرت آن سازمان هستند.
بوشه در سلسله مقالات پرنفوذی استدلال کرده‌است که جریان اصلی هواداران تحقیق ارجگزار توجه خود را بیش از حد بر «امر مثبت» متمرکز کرده و به اندازهٔ کافی به خلاقیت و پویایی آزاد شده به وسیلهٔ تحقیق ارجگزار توجه نکرده‌اند. در مطالعهٔ تطبیقی که در سال ۲۰۱۰ در حوزهٔ مدرسه صورت گرفت او متوجه شد که حتی در مواردی که هیچ تغییری اتفاق نیفتاده بود، شرکت کنندگان در فرایند تحقیق ارجگزار بسیار مثبت بودند.
چیزی که موقعیت‌هایی را که تغییرات تحولی را تجربه کرده‌اند متمایز می‌کرد، ایجاد ایده‌های جدیدی بود که به مردم راه‌های جدیدی را برای رصد کرد مسائل قدیمی ارائه می‌کرد. او استدلال کرد برای اینکه تغییرات تحولی اتفاق بیفتد، تحقیق ارجگزار باید مشکلاتی را رصد کند که مردم آنقدر درباره‌شان نگران هستند که می‌خواهند آن‌ها را تغییر دهند. با این وجود تحقیق ارجگزار این مسائل را نه از طریق رویکرد حل مسئله بلکه از طریق تصورهای آفریننده حل می‌کند. [۱۲]
بوشه و دکتر روان فری از دانشگاه کیس وسترن رزرو در یک ویدئوی ۹۰ دقیقه‌ای مقولات مثبت بودن و آفرینشگر بودن را در کنفرانس جهانی تحقیق ارجگزار مورد بحث قرار داده‌اند که از اینجا قابل دسترس است.
اخیرترین بررسی دانشگاهی از تحقیق ارجگزار ۱۰ پروسهٔ تغییر را که در تحقیق ارجگزار تعبیه
شده‌است توضیح می‌دهد. نقدهای اخیر و شواهد پژوهشی در اینجا قابل دسترس است.

## چه چیزی تحقیق ارجگزار را متمایز می‌کند؟
جدول زیر که از مقالهٔ سال ۱۹۸۷ کوپریدر و سرواستوا گرفته شده، به‌طور گسترده‌ای به وسیلهٔ طرفداران تحقیق ارجگرار برای توضیح برخی از تمایزها بین تحقیق ارجگزار و رویکردهایی توسعهٔ سازمانی که بر پتانسیل‌های مثبت مبتنی نیستند، به کار رفته است.

## رویکرد حل مسئله
احساس نیاز به شناسایی مشکلات وضعیت موجود قدردرانی و ارزش قائل شدن برای بهترین جنبه‌های وضعیت موجود
تجزیه و تحلیل علت‌ها تجسم آنچه که ممکن است
تجزیه و تحلیل راه حل‌های ممکن مشارکت در گفتگو دربارهٔ آنچه که باید باشد
برنامه‌ریزی برای اقدام (معالجه) نوآوری در آنچه که به وجود خواهد آمد
تحقیق ارجگزار می‌کوشد از راه‌های پرسیدن سؤال و تصور کردن آینده به منظور پرورش روابط مثبت و به فعلیت درآوردن استعدادهای موجود در افراد، سازمان‌ها و موقعیت‌های معین استفاده کند. رایج‌ترین مدل تحقیق ارجگزار از چرخه‌ای شامل چهار فرایند استفاده می‌کند، که در این موارد متمرکز می‌شود:
- کشف کردن: شناسایی فرایندهای سازمانی که به خوبی کار می‌کنند.
- رؤیا: تجسم فرایندهایی که در آینده به خوبی کار می‌کنند.
- طراحی: برنامه‌ریزی و اولویت بندی فرایندهایی که خوب کار خواهند کرد.
- گسترش: پیاده‌سازی (اجرای) طرح پیشنهاد شده. هدف ساخت یا بازسازی سازمان‌ها حول ویژگی‌های مثبت و کارامد آنهاست نه تلاش برای تعمیر و اصلاح ناکارامدی‌ها. دست اندرکاران تحقیق ارجگزار می‌کوشند این مطلب را برسانند که این روش نقطهٔ مقابل رویکرد حل مسئله است.

## اجرای تحقیق ارجگزار
تنوعی از روش‌ها برای اجرای تحقیق ارجگزار وجود دارد شامل مصاحبه‌های جمعی و گردهمایی بزرگ و متمایز که نشست تحقیق ارجگزار نامیده می‌شود. لازمهٔ هر دو رویکرد گردهم آوردن گروه‌های بزرگ و متضادی از مردم برای مطالعه و بنا کردن بهترین حالت ممکن در یک سازمان یا اجتماع است.